# Tłokinia Kościelna
Tłokinia Kościelna – wieś w Polsce położona w województwie wielkopolskim, w powiecie kaliskim, w gminie Opatówek.
Według danych z 21 kwietnia 2004 r. wieś miała 609 mieszkańców
W latach 1975–1998 miejscowość administracyjnie należała do województwa kaliskiego.
Zobacz też: 
- Pałac w Tłokini Kościelnej
- Tłokinia Mała, Tłokinia Wielka, Tłokinia Nowa

## Urodzeni w Tłokini Kościelnej
- Ignacy Chrystowski – polski ziemianin, polityk i działacz społeczny, poseł na Sejm w II RP[4].